# Пандев, Ристе
Ристе Пандев (макед. Ристе Пандев; род. 25 января 1994, Ново-Конярево, Ново-Село) — македонский легкоатлет, специалист по бегу на короткие дистанции. Выступал за сборную Республики Македонии по лёгкой атлетике в 2012—2017 годах, многократный победитель и призёр первенств национального значения, действующий рекордсмен страны в беге на 60 и 100 метров, участник ряда крупных международных турниров, в том числе летних Олимпийских игр в Рио-де-Жанейро.

## Биография
Ристе Пандев родился 25 января 1994 года в деревне Ново-Конярево общины Струмица, Северная Македония.
Впервые заявил о себе в лёгкой атлетике на международном уровне в сезоне 2012 года, когда вошёл в состав македонской национальной сборной и выступил в беге на 200 метров на юниорском мировом первенстве в Барселоне.
В 2013 году бежал 60 метров на чемпионате Европы в помещении в Гётеборге, выиграл серебряную медаль в беге на 100 метров в третьей лиге командного чемпионата Европы в Банска-Бистрице, отметился выступлением на Средиземноморских играх в Мерсине, на юниорском европейском первенстве в Риети и на чемпионате мира в Москве. Также в этом сезоне установил ныне действующие национальные рекорды Республики Македонии в дисциплинах 60 метров (6,86) и 100 метров (10,61).
В 2014 году участвовал в чемпионате мира в помещении в Сопоте и в чемпионате Европы в Цюрихе.
В 2015 году стартовал на чемпионате Европы в помещении в Праге, на молодёжном европейском первенстве в Таллине, получил серебро на дистанции 100 метров в третьей лиге командного чемпионата Европы, прошедшей в рамках Европейских игр в Баку. Принял участие в чемпионате мира в Пекине.
Благодаря череде удачных выступлений удостоился права защищать честь страны на летних Олимпийских играх 2016 года в Рио-де-Жанейро — благополучно преодолел предварительный квалификационный этап бега на 100 метров, но в первом раунде показал недостаточно высокий результат и в полуфинал не вышел.
Завершил спортивную карьеру по окончании сезона 2017 года.